# Warbringer
Warbringer est un groupe de thrash metal américain, originaire de Newbury Park, en Californie. « Warbringer » signifie en anglais « celui qui amène la guerre ». Depuis les débuts, le groupe est sous le label Century Media Records. Le genre musical du groupe se caractérise par un son puissant, principalement inspiré par Slayer et Sepultura et le thème omniprésent de la guerre (nom du groupe, titre d'un de leur albums: War Without End, ...).

## Biographie

### Débuts (2004–2007)
Warbringer est formé au cours de l'année 2004. À l'origine, le groupe devait s'appeler Onslaught, mais ils ont dû le renommer car un groupe de thrash metal Britannique portait déjà ce nom, ils ont donc choisi Warbringer.
Le groupe sort quelques mois après sa formation une première démo, 2004 Demo, qui commencera à faire parler du groupe dans leur ville. L'année suivante, le groupe sort une deuxième démo, Born of the Ruins, qui connaîtra un succès plus important. L'année suivante encore, le groupe sort un EP, plus fourni, One By One, The Wicked Fall, qui fera connaitre le groupe dans tout le pays. C'est à ce moment-là que le groupe commence à faire de véritables tournées. En 2007, Warbringer signe avec le label Century Media.

### War Without EndetWaking into Nightmares(2007–2009)
En 2008, Warbringer sort son premier véritable album studio, War Without End, qui contient certains titres de leurs précédentes productions, et qui montre l'évolution du groupe. L'album les fera connaitre au-delà des États-Unis. En juin 2008, après une tournée en Europe avec Napalm Death et Suffocation, Ryan Bates informe le groupe qu'il n'est pas satisfait des tournées et décide alors de quitter le groupe pour se consacrer à d'autres ambitions. Le groupe annonce alors être à la recherche d'un nouveau batteur sur YouTube.
Le groupe publie son deuxième album studio, Waking Into Nightmares, le 19 mai 2009. L'album atteint la 14e place des Billboard Heatseekers. En août 2009, le bassiste Andy Laux réintègre le groupe. Celui-ci avait dû quitter Warbringer pour terminer ses études. Le groupe avait alors engagé Ben Bennett pour l'enregistrement de l'album Waking Into Nightmares et pour la tournée qui s'ensuivit. Cependant, les autres membres de Warbringer rencontrent des problèmes avec Ben Bennett et décident de réengager leur ancien bassiste, Andy Laux, frère cadet du guitariste John Laux. Warbringer ajoutent qu'ils ont été très heureux de jouer avec Ben Bennett et lui souhaitent de réussir dans ses futurs projets personnels. Le batteur Nic Ritter est remplacé par Carlos Cruz.

### Worlds Torn AsunderetIV: Empires Collapse(2010–2013)

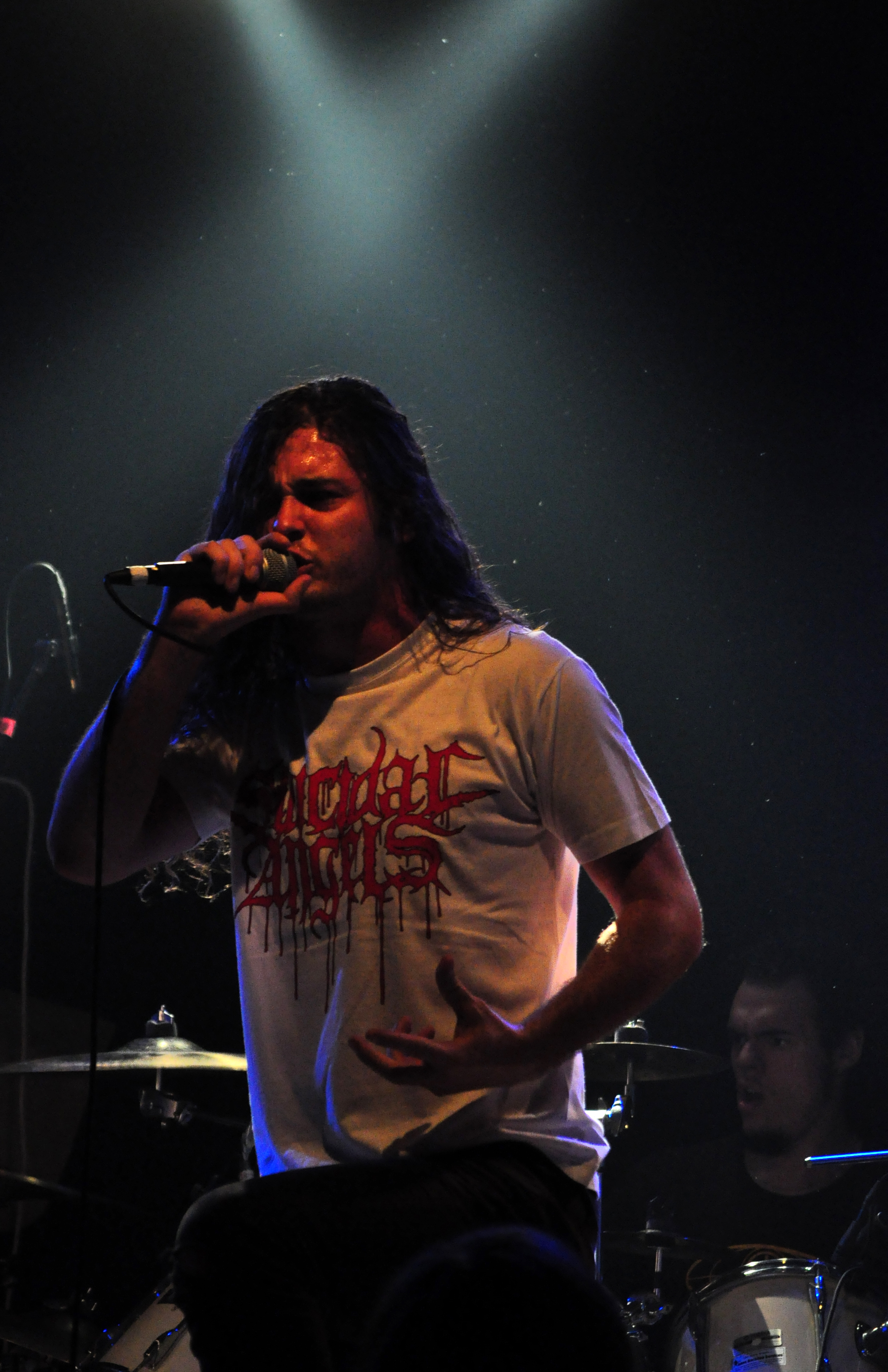
John Kevill (2012).

En 2010, Warbringer retourne en Europe avec Evile, puis part aux États-Unis en soutien à Overkill pour la tournée Killfest 010. Au printemps, Warbringer ouvre pour Municipal Waste au Japon et joue en tête d'affiche en Thaïlande, en Indonésie, à Singapour, en Malaisie, et aux Philippines. Warbringer joue aussi avec Pestilence en Amérique du Nord, puis revient en Europe avec Skeletonwitch, puis Nevermore.
Le groupe annonce la sortie d'un troisième album studio. À cause de tensions liées aux tournées, le groupe se met brièvement en pause. Ils se séparent, après consensus, du batteur Nic Ritter après quelques concerts au début de 2011. Carlos Cruz d'Hexen devient leur nouveau batteur peu de temps après. Au printemps 2011, Warbringer entre aux Omen Room Studios avec le producteur Steve Evetts (Sepultura, The Dillinger Escape Plan, M.O.D) pour terminer Worlds Torn Asunder. En 2011, Warbringer commence une tournée avec Diamond Plate, Lazarus A.D., et Landmine Marathon. Au début de 2012, le groupe joue avec Symphony X et Iced Earth. Ils publient ensuite leur quatrième album studio, IV: Empires Collapse le 15 octobre 2013.

### Woe to the Vanquished(depuis 2014)
Le 12 mai 2014, le chanteur John Kevill annonce le départ du batteur Carlos Cruz et du guitariste John Laux. Quatre jours plus tard, après des jours de doute, le groupe continue sur sa lancée.
En fin août 2016, John Kevill confirme un cinquième album. Le 13 décembre 2016, le titre est annoncé : Woe to the Vanquished, pour le 31 mars 2017.

## Membres

### Membres actuels
- John Kevill – chant (depuis 2004)
- Adam Carroll – guitare (2007–2012, depuis 2013), batterie (2004–2006)
- Carlos Cruz – batterie (2011–2014, depuis 2015)
- Chase Bryant – basse (depuis 2018)
- Chase Becker – guitare (depuis 2016)

### Anciens membres
- John Laux – guitare (2004–2014)
- Andy Laux – basse (2004–2008, 2009–2012)
- Ryan Bates – batterie (2004–2008)
- Nic Ritter – batterie (2008–2011)
- Ben Bennet – basse (2008–2009)
- Ben Mottsman – basse(2012–2014)
- Andrew Bennett – guitare (2012)
- Jeff Potts – guitare (2012–2013)
- Noah Young – guitare (2014–2015)
- Alex Malmquist – basse(2014–2015)
- Jesse Sanchez – basse (2016-2018)
- Vicken Hovsepian – batterie (2014–2015)

### Membres live
- John Gensmer – batterie (2009)
- Elad Manor – basse (2010)
- Blake Anderson – batterie (2014)
- Balmore Lemus – guitare (2014)
- Chase Bryant – basse (2018)
- Jadran Gonzalez – guitare (2016)